# بيير بوجيه
بيير بوجيه (16 أكتوبر 1620 - 2 ديسمبر 1694) كان رسام، نحات، معماري ومهندس فرنسي.